# Cantonul Versailles-Nord
Cantonul Versailles-Nord este un canton din arondismentul Versailles, departamentul Yvelines, regiunea Île-de-France, Franța.

## Comune
- Versailles, deel van de gemeente : 32.177 locuitori (reședință)